# 沉默的羔羊
《沉默的羔羊》（英語：The Silence of the Lambs，新加坡公映時譯《迷离谋杀》），是於1991年上映的美國犯罪心理驚悚片，導演為強納森·德米。內容改編自於1988年的同名小說，描述一名聯邦調查局實習女探員捕捉一名連環殺手的經過。
主要演員茱蒂·福斯特及安東尼·霍普金斯兩人憑此片成為奧斯卡影后及影帝。電影另獲3項奧斯卡獎－最佳導演、最佳影片及最佳改編劇本，被認為是恐怖片的經典之一，也被广泛认为是美国电影史最佳影片之一。本片的續集《人魔》於2001年上映，隨後有兩部前傳：2002年的《紅龍》及2007年的《人魔崛起》。

## 劇情
正在FBI受訓的實習幹員克麗絲·史達琳奉局長傑克·克勞福之命前去探訪醫師漢尼拔·萊克特以換得追尋連續殺人狂魔「野牛比爾」的線索。「野牛比爾」（一译「水牛比爾」）是一個變態心理罪犯，當時他犯下一連串殺人案件並且剝下被害者的皮的犯案手法令許多市民為此人心惶惶。
精神科醫師漢尼拔·萊克特已經被警方在地牢中關押近八年，漢尼拔從外表看與常人並無相異之處，沉默、平靜，氣質中透露出知識淵博和足智多謀；然而漢尼拔是一名曾犯下多起殺人案因此被列爲極度危險的人物，只是由於他具有研究價值所以被保證人身安全。漢尼拔答應提供克麗絲一些跟「野牛比爾」的行蹤線索，但是條件是克麗絲必須提供她的個人經歷。克麗絲違反上司的警告與漢尼拔交換條件，然後透過提供的線索逐漸分析「野牛比爾」的性格。
在此同時，一名女性參議員的女兒遭到野牛比爾的綁架，精神院醫師與參議員合作願以交換條件向漢尼拔索取野牛比爾的資料，漢尼拔提供假資料後遭到參議員遣回巴爾的摩的精神病院。漢尼拔被關在孟菲斯的一間法院中，而克麗絲則設法與漢尼拔見面。兩人的最後一次面對面談話中，漢尼拔給克麗絲資料的同時也揭露克麗絲的童年經過——克麗絲曾在穀倉中看到尖叫的羔羊群想要去救它們，但是克麗絲被送走時羔羊也遭到殺害，而這也驅使克麗絲成為FBI的幹員。漢尼拔在法院中刻意讓兩名警員再送一次晚餐以預先藏好的金屬條打開手銬後殺害兩名警員。他將其中一名警員開膛剖肚並且以大鵬展翅般掛在鐵籠上。隨後漢尼拔割下一名警員的臉皮並交換衣服假裝成倖存者，當其被其他同事送上救護車後殺害車上人員。爾後殺害一名遊客得到錢與衣服，由此成功逃脫。另一方面，克麗絲幹員藉由漢尼拔提供的資料繼續分析，她根據漢尼拔所說的原則「人類之所以貪求是因為見慣了日常生活的物品」推斷出第一位被殺害的女性與野牛比爾應有很大關係。克麗絲到抵達第一位受害者的老家並且得知她是一名受雇於她人的裁縫。克麗絲電洽局長克勞福，他則說已經知道比爾的住址與名字準備率領特種部隊前往攻堅，而克麗絲則繼續調查剩餘的受害者與比爾的關係。
警方攻堅兇手的房子卻發現房子空無一人。另一方面克麗絲根據受害者的朋友所提供的雇主住址來到野牛比爾的藏身處。原本比爾化名為傑克·戈登躲避克麗絲的注意，但是克麗絲隨後察覺戈登是比爾后，拔槍展開追逐戰。克麗絲到戈登的秘密地下室經過一番搜尋後始終無法找到人，加上電源還被關閉，這讓她只能摸黑搜索。而比爾此刻則持夜視鏡一步步逼近克麗絲。當比爾正準備拿左輪手槍射擊時，槍扳動擊錘的聲音使克麗絲得以聽聲辨位，她遂使用左輪手槍近距離以六發射殺比爾，而參議員的女兒也終於獲救。幾天後，在FBI實習幹員畢業派對上，克麗絲接到來自漢尼拔的電話，漢尼拔此時已身在海外。與克麗絲短暫交談後漢尼拔掛上電話，尾隨著當初精神病院的醫師奇頓，而電影也到此落幕。

## 演员
- 茱蒂·福斯特 饰 克麗絲·史達琳
- 安東尼·霍普金斯 饰漢尼拔·萊克特
- 史考特·葛倫 饰 傑克·克勞福（英语：Jack Crawford (character)）
- 泰德·拉文 饰 詹姆·甘（野牛比爾）（英语：Buffalo Bill (character)）
- 安東尼·希爾德（英语：Anthony Heald）  饰 弗雷德里克·奇頓（英语：Frederick Chilton）
- 布魯克·史密斯（英语：Brooke Smith (actress)）  饰 凱瑟琳·馬丁
- 黛安·貝克（英语：Diane Baker） 饰 U.S. 参议员露丝·马丁
- 卡茜·萊蒙斯（英语：Kasi Lemmons）  饰 阿德里亚·马普
- 弗蘭基·費森  饰 巴尼·马修斯
- 崔西・華特（英语：Tracey Walter） 饰 拉马尔
- 查理斯·納皮爾（英语：Charles Napier (actor)）  饰  Lt. Boyle
- 丹尼·達斯  饰 Sgt. Tate
- 艾力克斯·科爾曼 饰 Sgt. Jim Pembry
- 丹·巴特勒 饰 Roden
- 保羅·拉札 饰  Pilcher
- 羅恩·沃特（英语：Ron Vawter） 饰 Paul Krendler
- 羅傑·科曼 饰 F.B.I. Director Hayden Burke
- 克里斯·伊薩克（英语：Chris Isaak）  饰 S.W.A.T. Commander
- 哈利·諾薩普（英语：Harry Northup） 饰 Mr. Bimmel
- 唐·布洛克特（英语：Don Brockett） 饰 cellmate and "Pen Pal

## 選角
蜜雪兒·菲佛原本答應飾演女主角克麗絲·史達琳，但是她後來拒絕演出這個角色。關於這件事，她說：「這是一個很困難的決定，但是我對於電影取材感到緊張。」根據強納森·德米的說法，大約總共有300位演員爭取演出克麗絲·史達琳這個角色。

## 反應與評價

### 正面評價
安東尼·霍普金斯與茱蒂·福斯特在《沉默的羔羊》中的演出獲得壓倒性的讚譽，即使安東尼·霍普金斯全部出現的時間只有21分鐘而已。他們皆獲得奧斯卡獎的肯定。
《沉默的羔羊》的成功原本並不被期待，所以它所有的票房利潤幾乎都被電影公司賺走，電影院的獲利很少。《沉默的羔羊》最終獲得廣泛的讚譽，它在爛番茄獲得96%的正面評價，在網路電影資料庫則獲得8.7分的高分。安東尼·霍普金斯與茱蒂·福斯特的演出也分別獲得普遍的讚美，羅傑·艾伯特特別提到漢尼拔那種「令人感到戰慄的氣息」，他認為這部電影是一部恐怖片經典，就像《驚魂記》、《吸血鬼》（Nosferatu）與《月光光心慌慌》這些經典一樣。雖然羅傑·艾伯特的好友吉恩·西斯克爾並不十分認同他的看法。

### 負面評價
《沉默的羔羊》在上映之後，受到同性戀團體的批評，因為他們認為電影對於負面的LGBT角色並沒有任何正面的描述。不過強納森·德米下一部作品則是描述愛滋病的電影《費城》，其內容亦有描述同性戀者的人權。
著名的女權運動家貝蒂·傅瑞丹（Betty Friedan）在1992年的《花花公子》如此評論這部電影：「我認為《沉默的羔羊》獲得4座奧斯卡獎是非常不合理的。我並不是說它不應該上映，我不否認它是一部藝術成就，但是我發現它的精髓是具有攻擊性的。這跟《花花公子》的插圖不一樣。」

## 獎項與榮譽
導演強納森·德米因為《沉默的羔羊》獲得奧斯卡最佳導演獎，而安東尼·霍普金斯與茱蒂·佛斯特則分別以漢尼拔及克麗絲·史達琳的表現而分別獲得最佳演員獎。《沉默的羔羊》也獲得奧斯卡最佳改編劇本獎及奧斯卡最佳影片獎，成為奧斯卡獎史上第3部同時獲得5座份量最重獎項的電影（另外2部是1934年的《一夜風流》及1975年的《飛越杜鵑窩》）。
《沉默的羔羊》是奧斯卡獎史上獲得提名獎項第2多的恐怖片，追平1964年的《最毒婦人心》（Hush… Hush, Sweet Charlotte）所創下的7項入圍紀錄。《大法師》則是奧斯卡獎史上獲得提名獎項最多的恐怖片，總共獲得10項提名。
《沉默的羔羊》也在1991年獲得國家影評人協會最佳影片獎、CHI最佳影片獎及PEO最佳影片獎的肯定。導演強納森·德米在1991年奪得柏林影展最佳導演獎，並獲得金球獎最佳導演獎的提名。泰德·塔利（Ted Tally）也在1992年獲得愛倫·坡獎最佳電影劇本獎。《沉默的羔羊》也在英國電影和電視藝術學院獎獲得9項提名，包括最佳影片及最佳導演獎。《沉默的羔羊》在美國電影學會於1998年選出的AFI百年百大電影中名列第74位。
《沉默的羔羊》的原版海報在2006年的關鍵藝術獎中被選為35年來最優秀的電影海報。
漢尼拔在《沉默的羔羊》中的逃亡場景在Bravo頻道的100個最令人恐懼的電影時刻中名列第7。美國電影學會將安東尼·霍普金斯飾演的漢尼拔在AFI百年百大英雄與反派名列百大惡魔首位，而茱蒂·福斯特所飾演的克麗絲·史達琳則名列百大英雄第6位。
《沉默的羔羊》在1991年被恐怖電影名人堂中選為當年度最佳恐怖電影，演員文森特·普萊斯則頒發這個獎項給電影製作人蓋瑞·高茨曼（Gary Goetzman）。

## 相關電影
- 《1987大懸案》
- 《人魔》
- 《紅龍》

## 外部連結
- 開眼電影網上《沉默的羔羊》的資料（繁體中文）
- 豆瓣电影上《沉默的羔羊》的資料 （简体中文）
- 时光网上《沉默的羔羊》的資料（简体中文）
- AllMovie上《沉默的羔羊》的资料（英文）
- 爛番茄上《沉默的羔羊》的資料（英文）
- Box Office Mojo上《沉默的羔羊》的資料（英文）
- TCM电影资料库上《沉默的羔羊》的资料（英文）
- Metacritic上《沉默的羔羊》的資料（英文）
- 互联网电影数据库（IMDb）上《沉默的羔羊》的资料（英文）

| 獎項                    | 獎項                              | 獎項                    |
| ----------------------- | --------------------------------- | ----------------------- |
| 上一届： 《與狼共舞》   | 奧斯卡最佳影片 1991年             | 下一届： 《殺無赦》     |
| 上一届： 《四海好傢伙》 | 紐約影評人協會最佳影片獎 1991年   | 下一届： 《超級大玩家》 |
| 上一届： 《與狼共舞》   | 國家影評人協會最佳影片獎 1991年   | 下一届： 《此情可問天》 |
| 上一届： 《四海好傢伙》 | 波士頓影評人協會最佳影片獎 1991年 | 下一届： 《殺無赦》     |
| 上一届： 《四海好傢伙》 | 芝加哥影評人協會最佳影片獎 1991年 | 下一届： 《麥爾坎·X》   |